# Roberto Hausbrandt
Roberto Hausbrandt (Trieste, 23 febbraio 1907 – Trieste, 28 dicembre 1997) è stato un imprenditore, dirigente d'azienda e filantropo italiano.

## Biografia
Roberto nacque a Trieste il 23 febbraio 1907, quinto ed ultimo figlio di Hermann Hausbrandt commerciante e uomo d'affari d’origine tedesca e sua moglie  Gertrud Debrich (Geltrude Debrich).
Nel 1933 fondò assieme a Francesco Illy quale socio paritetico l’Industria Caffè e Cioccolato Illy & Hausbrandt, Illy inventò la prima macchina da caffè automatica che sostituisce il vapore con l'acqua in pressione. La Illetta divenne la capostipite dell'attuale macchina per caffè espresso.
Dopo la guerra fu consigliere comunale, presidente dell'associazione commercianti, presidente del Comitato di Trieste della Croce Rossa Italiana e console onorario della Repubblica federale di Germania dal 1968 al 1986.

## Opere
In ordine cronologico:
- Leggenda e attualità del Faust di J.W. Goethe. Conversazione tenuta il 29 marzo 1980 alla Società di Minerva su una nuova traduzione rimata / di Roberto Hausbrandt; con letture di Edith Spiller Bosatra, Trieste, Tipografia Moderna, 1980;
- Faust / J. W. Goethe. Traduzione in rime e in versi con testo a fronte a cura di Roberto Hausbrandt, 2 voll., Trieste, Dedolibri, 1987, ISBN 978-88-7800-005-6;
- Comando Supremo 1941-1943. Appunti di un testimone. Gli ostaggi della Gestapo, 1945, Trieste: M.O.V.E., 1991.